# Sportfreunde Lotte
Sportfreunde Lotte – niemiecki klub piłkarski, grający obecnie w Regionallidze West, mający siedzibę w mieście Lotte, leżącym w kraju związkowym Nadrenia Północna-Westfalia.

## Historia
- 04.05.1907 – został założony jako VfL Sportfreunde Lotte

## Sukcesy
- 4 sezony w Oberlidze Westfalen (4. poziom): 2004/05–07/08
- 6 sezonów w Regionallidze West (4. poziom): 2008/09 – nadal
- mistrz Regionalliga West (4. poziom): 2013 (przegrał baraże o awans do 3. Ligi)
- mistrz Verbandsliga Westfalen Staffel 1 (5. poziom): 2004 (awans do Oberligi Westfalen)
- mistrz Landesliga Westfalen Staffel 4 (6. poziom): 1996 (awans do Verbandsligi Westfalen)
- mistrz Bezirksliga Westfalen Staffel 10 (5. poziom): 1989 (awans do Landesligi Westfalen)
- 4 miejsce w Oberlidze Westfalen (4. poziom): 2008 (awans do Regionalligi West)
- Ćwierćfinał Pucharu Niemiec (gdzie przegrali z Borussią Dortmund 0:3) 2016/17

## Reprezentanci kraju grający w klubie
- Addy-Waku Menga
- Amir Szapurzade
- Adam Straith
- Massih Wassey
- Wiktor Majer
- Joakim Compaigne Ntsika